# Galicia Literaria
Galicia Literaria fue una revista mensual editada en la ciudad española de Orense entre 1883 y 1884.

## Trayectoria
Subtitulada Revista de Ciencias, Artes y Literatura, apareció el 15 de marzo de 1883. Tomó su nombre de la asociación La Galicia Literaria, una entidad literaria formada por gallegos residentes en Madrid y fundada por Teodosio Vesteiro Torres en 1875. La revista estuvo bajo la dirección de Juan Neira Cancela, y contó con las colaboraciones de José María Posada, Luis Taboada, Manuel Lago González (Silvio), González Ubiña, José Tresguerras Melo, Leonardo Mármol, Nicolás Taboada Fernández, Rogelio Cibeira, Filomena Dato Muruais, Benito Vicetto, Emilia Calé, Alberto García Ferreiro y Emilia Pardo Bazán. Se imprimió en los talleres tipográficos de Antonio Otero. Cesó de editarse tras el número 26 el 15 de julio de 1884.